# 林茂勛
林茂勛（？—？），字汝策，福建福州右衛軍籍，福州府懷安縣人，明朝政治人物。

## 生平
嘉靖三十一年（1552年）壬子科福建鄉試第三十二名舉人。嘉靖三十八年（1559年）中式己未科會試第一百三十四名，三甲第二十名進士。授南宁府推官，四十年任吉安府推官。

## 家族
曾祖林貴；祖父林安；父林椿。嫡母陳氏；生母陳氏。慈侍下。